# Лонгйир
Ло́нгйир (норв. Longyearbyen, по-русски транскрибируется также как Ло́нгъир, Ло́нгьир, Ло́нгиир или Лонгиер) — крупнейший населённый пункт и административный центр норвежской провинции Свальбард (архипелаг Шпицберген).
Лонгйир — самое северное в мире поселение с населением свыше тысячи человек. Рядом с городом расположен аэропорт Свальбард — самый северный в мире аэропорт с регулярными рейсами. В городе находится Свальбардский международный университет.
В посёлке под эгидой ООН построено подземное Всемирное семенохранилище на случай глобальной катастрофы.

## Этимология
Город назван в честь своего основателя — американского путешественника и предпринимателя Джона Лонгйира. Окончание byen по-норвежски обозначает «город».

## История
Город был основан в 1906 году американским инженером-предпринимателем Джоном Лонгйиром, заложившим здесь угольный рудник. В 1916 году поселение было продано норвежской компании «Store Norske».  
В 1919 году Эдвард Свердруп, богослов и церковный деятель, основал первое кладбище в Лонгьире. В 1920 году в результате взрыва в одной из шахт Лонгьира погибло 26 рабочих. В 1921 году Свердруп основал первую церковь, ставшую центром развития поселения. 
С 1922 года Эйнар Свердруп, сын Эдварда Свердрупа, начал работать на шахтах Лонгьира. В конце 1925 года Свердруп отправился в рабочую поездку и изучал меры безопасности в шахтах Германии, Франции, Англии и Шотландии. В результате внедрения полученного опыта число смертельных случаев на норвежских шахтах сократилось в три раза.
Во время Второй мировой войны, после оккупации Норвегии в 1940 году, 2 сентября 1941 года все 765 жителей Лонгйира были эвакуированы в Великобританию. Сам город и многие из шахт были уничтожены 8 сентября 1943 года обстрелом с немецкого линкора «Шарнхорст» и двух эсминцев, но после войны были быстро отстроены заново.
С середины 1970-х годов норвежское правительство взяло курс на нормализацию жизни в городке и развитие социальной инфраструктуры. Угледобыча в городе и его окрестностях почти сошла на нет к началу 1990-х годов, и на сегодняшний день продукция единственной действующей шахты в городе используется, в основном, для нужд городской электростанции. В те же годы начинается значительное развитие туризма и научно-исследовательской деятельности.
29 августа 1996 года при подлёте к Лонгйиру разбился самолёт Ту-154М Внуковских авиалиний, совершавший рейс 2801, перевозивший из Москвы на Шпицберген российских и украинских шахтёров. Погиб 141 человек: 130 пассажиров и 11 членов экипажа.

## География и климат
Лонгйир находится на острове Западный Шпицберген, на берегу Адвентфьорда, по обоим берегам пересыхающей зимой реки.
Климат в Лонгйире — субарктический морской, бо́льшую часть года температура отрицательная. Самая высокая температура (+21,7 °C) — была зарегистрирована 25 июля 2020, самая низкая (−46,3 °C) — 5 марта 1986.
Полярная ночь длится около четырёх месяцев — с конца октября по середину февраля, полярный день — с середины апреля по конец августа.
| Показатель                                                                                          | Янв.  | Фев.  | Март  | Апр.  | Май  | Июнь | Июль | Авг. | Сен.  | Окт.  | Нояб. | Дек.  | Год   |
| --------------------------------------------------------------------------------------------------- | ----- | ----- | ----- | ----- | ---- | ---- | ---- | ---- | ----- | ----- | ----- | ----- | ----- |
| Абсолютный максимум, °C                                                                             | 9,7   | 6,6   | 7,0   | 7,5   | 9,3  | 15,7 | 21,7 | 17,3 | 15,2  | 9,0   | 9,2   | 8,1   | 21,7  |
| Средний суточный максимум, °C                                                                       | −11,7 | −12,4 | −13,8 | −9,8  | −3,4 | 1,3  | 6,0  | 4,8  | 0,6   | −5,2  | −8,4  | −10,8 | −4,9  |
| Средняя температура, °C                                                                             | −13,9 | −14,7 | −15,9 | −11,6 | −4,5 | 0,5  | 4,7  | 3,5  | −0,8  | −7    | −10,6 | −13   | −6,9  |
| Средний суточный минимум, °C                                                                        | −16,2 | −16,9 | −18,3 | −14   | −6,2 | −0,5 | 3,1  | 1,9  | −2,6  | −9    | −13   | −15,4 | −8,6  |
| Абсолютный минимум, °C                                                                              | −38   | −43   | −46,3 | −37   | −22  | −9   | −1,5 | −2,6 | −11,7 | −20,6 | −33   | −35,3 | −46,3 |
| Среднее число дней с осадками                                                                       | 8     | 7     | 8     | 7     | 6    | 5    | 8    | 8    | 9     | 9     | 9     | 9     | 93    |
| Норма осадков, мм                                                                                   | 53    | 41    | 45    | 33    | 30   | 26   | 40   | 48   | 54    | 52    | 55    | 58    | 535   |
| Средняя влажность, %                                                                                | 81    | 79    | 80    | 78    | 79   | 84   | 80   | 83   | 87    | 86    | 82    | 81    | 82    |
| Источник: Средние температуры, осадки и влажность, Абсолютные минимумы и максимумы за 1975-2020 гг. |       |       |       |       |      |      |      |      |       |       |       |       |       |

## Экономика

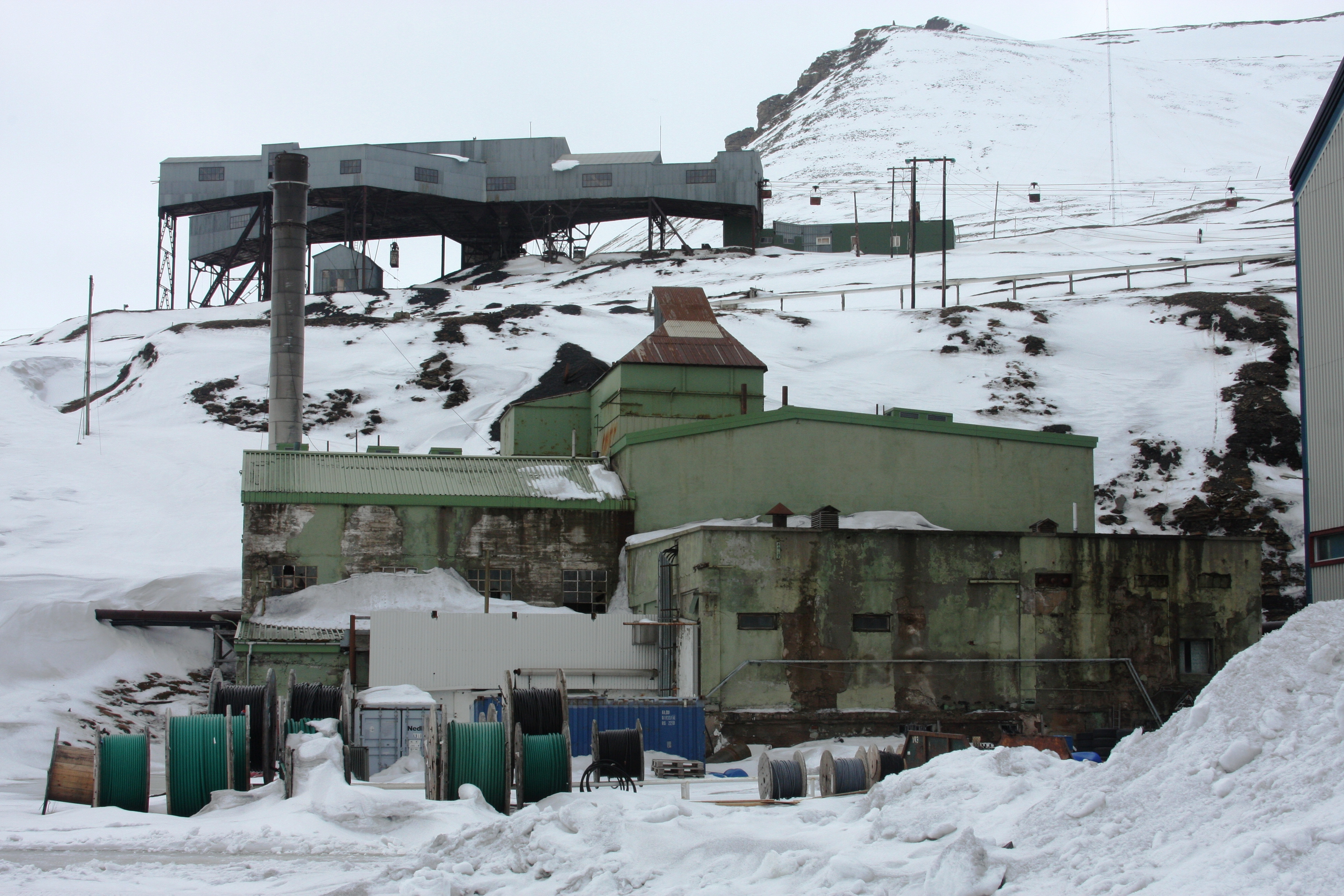
Первая угольная электростанция Лонгйира (открыта в 1924 году)

До начала 1990-х годов почти вся жизнь города была сконцентрирована вокруг добычи угля, однако сейчас в этой отрасли занята лишь малая часть населения Лонгйира, а основная добыча угля велась в посёлке Свеагрува до закрытия шахты в 2022 году. На сегодняшний день, уголь добывается только в шахте номер семь в долине Адвентдален для нужд города. На протяжении почти всей своей истории добыча угля в Лонгйире крайне редко приносила прибыль, но постоянное поселение на Шпицбергене было важным инструментом норвежской политики в этом регионе, и правительство всячески поддерживало его.
За последние два десятилетия в Лонгйире произошла значительная диверсификация экономики, активно развивается туризм.
В городе также есть пивоварня Svalbard Bryggeri, продающая пиво в материковую Норвегию и в другие страны.
19 октября 2023 года в Лонгйире была закрыта работавшая на местном угле ТЭС, и посёлок перешёл на дизельное топливо.

## Законодательство
В городе действуют такие законы, как: запрет на кошек, ограничение количества алкоголя, которое человек может покупать ежемесячно, и требование всем выходящим за пределы города носить винтовку для защиты от белых медведей; из-за него студенты в местном университетском центре UNIS в начале семестра проходят курс безопасности, включающий обучение стрельбе В случае тяжёлой болезни или несчастного случая с возможным смертельным исходом пациента должны немедленно переправить по воздуху или по морю в материковую часть Норвегии. Даже если смерть происходит в городе, хоронят покойника всё равно на «Большой земле». Эти меры вызваны тем, что в условиях вечной мерзлоты тела после погребения не разлагаются и привлекают к себе внимание таких хищников, как белые медведи.

## Культура и образование
В городе есть библиотека, художественная галерея и кинотеатр, а также крупный спортивный центр с бассейном и два музея: истории Свальбарда и музей авиации Шпицбергена.
В городе есть несколько детских садов, начальных и средних школ и университетский центр UNIS, который предоставляет курсы и занимается научной деятельностью по четырём направлениям: биологии, геологии, геофизике и технологии.

## Средства массовой информации

### Газеты
В Лонгйире выходит еженедельная местная газета «Svalbardposten», издающаяся с ноября 1948 года. В 2004 году у газеты имелся 3271 подписчик, что превышает общую численность населения Шпицбергена.

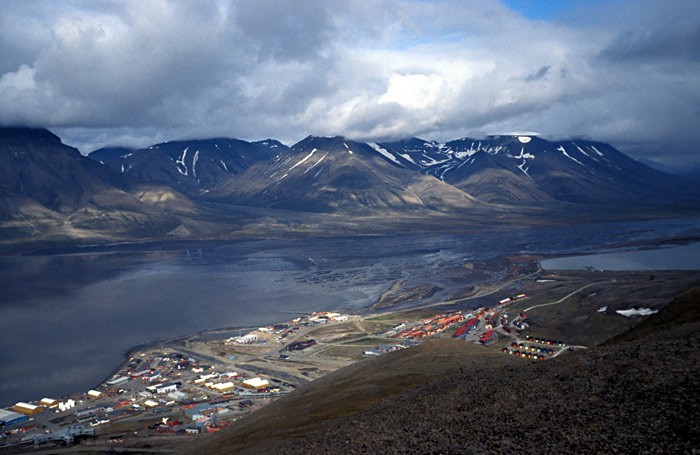
Лонгйир